# The Prime of Miss Jean Brodie (teatro)
The Prime of Miss Jean Brodie è un'opera teatrale della drammaturga statunitense Jay Presson Allen, tratta dall'omonimo romanzo di Muriel Spark. La pièce godette di grande successo al suo debutto a Londra nel 1966 e, insieme al romanzo, il testo teatrale fu riadattato dalla Allen per il film di Ronald Neame La strana voglia di Jean (1969).

## Il rapporto con il romanzo
Il testo della Allen fu lodato per la scrittura e comicità, anche se alcune critiche riguardanti la fedeltà dell'adattamento furono mosse. Lo stile sperimentale della Sparks fu accantonato in favore di un approccio più realista, eliminando gli aspetti teologici e focalizzandosi sulla storia d'amore finita male. Il numero delle "ragazze Brodie" fu ridotto da sei a quattro e in Mary furono accorpate due diverse ragazze nel romanzo, Mary e Joyce Emily. È infatti Joyce a morire in Spagna nel romanzo, non Mary, e la partecipazione della ragazza nella guerra civile spagnola ha un peso maggiore nella pièce che nel libro. Allo stesso modo, il personaggio di Jenny accorpa la Jenny e la Rose del libro e, pur mantenendo il nome della prima, il carattere è quello della seconda. Infatti nel romanzo è Rose che Miss Brodie prova a spingere verso Mr Lloyd.

## Produzioni
The Prime of Miss Jean Brodie debuttò il 6 maggio 1966 al Wyndham's Theatre di Londra. Peter Wood curava la regia e Vanessa Redgrave interpretava Miss Jeanie Brodie. Per la sua interpretazione la Redgrave vinse l'Evening Standard Theatre Award alla migliore attrice, resto nella produzione per diversi mesi prima di tornare a interpretare la parte nel tour delle province. Dopo la partenza di Vanessa Redgrave, l'attrice fu sostituita da Pauline Jameson nel 1967; il resto del cast comprendeva Michael Gough (Teddy), Jane Carr (Rose), Nicola Davies (Jenny), Alison Blair (Monica), Sally-Jane Spencer (Sandy), Betty Marsden (Miss Mackay), Andrew Crawford (Gordon), Anna Martin (Miss Kerr), Edith Macarthur (Suor Helena) e Tony Thawnton (reporter). Il ruolo di Miss Brodie fu inizialmente offerto a Maggie Smith, che però aveva già impegni cinematografici da assolvere.
La pièce debuttò a Broadway l'16 gennaio 1968 e rimase in cartellone all'Helen Hayes Theatre di Broadway per 379 repliche ed otto anteprime, fino al 14 dicembre dello stesso anno. Michael Langham curava la regia, Zoe Caldwell interpretava Miss Brodie e Catherine Burns Monica. Il resto del cast comprendeva: Roy Cooper (Teddy), Diana Davila (Jenny), Denise Hout (Suor Helena), Joseph Maher (Gordon), Lennox Milne (Miss MacKay), Amy Taubin (Sandy), Douglas Watson (Mr Perry), Kathryn Beaumann (Mary) e Sheila Coonan (Miss Campbell). Per la sua interpretazione Zoe Caldwell vinse il Tony Award alla miglior attrice protagonista in un'opera teatrale.
Dal 20 maggio al 7 giugno 1969 Ian McKellen ha diretto una nuova produzione della pièce alla Liverpool Playhouse di Liverpool, con Nicholas Courtney nel ruolo di Teddy. Nel 1998 The Prime of Miss Jean Brodie è tornato in scena a Londra, in un revival del Royal National Theatre per la regia di Phyllida Lloyd; Fiona Shaw interpretava Miss Brodie. Nel 2006 la commedia è tornata in scena a New York, questa volta all'Acorn Theatre dell'Off Broadway, per una stagione limitata dal 9 ottobre al 9 dicembre. Diretto da Scott Elliott, il cast comprendeva: Cynthia Nixon (Jean Brodgie), John Pankow (Gordon), Halley Gross (Jenny) e Ritchie Coster (Teddy).

## Adattamento cinematografico
Jay Presson Allen ha riadattato per il cinema la sua pièce ed il risultato finale fu il film di Ronald Neame La strana voglia di Jean. Per il ruolo di Miss Brodie furono considerate Julie Andrews ed Audrey Hepburn, ma la parte fu offerta a Vanessa Redgrave, che già aveva interpretato l'insegnante a Londra. La Redgrave rifiutò a causa di impegni cinematografici e la recalcitranza nell'interpretare una filofascista in un film. La parte fu quindi assegnata a Maggie Smith, che vinse il Premio Oscar per la sua interpretazione.